# Peräsaari (ö i Mellersta Finland, Jämsä)
Peräsaari är en ö i Finland. Den ligger i sjön Päijänne och i kommunen Kuhmois i landskapet Mellersta Finland, i den södra delen av landet, 160 km norr om huvudstaden Helsingfors. Öns area är 6,6 hektar och dess största längd är 420 meter i öst-västlig riktning.